# Reginald Beckwith
Reginald Beckwith (* 2. November 1908 in York, Vereinigtes Königreich; † 26. Juni 1965 in Bourne End, Buckinghamshire) war ein britischer Schauspieler, Filmkritiker und Theaterautor.

## Leben
Beckwith begann seine Theaterlaufbahn 1926 in William Shakespeares Richard II. und konzentrierte sich fortan bis Ende der 1930er Jahre auf seine Bühnenarbeit, wirkte nebenbei aber auch als Filmkritiker. Zuletzt betätigte er sich überdies als Stückeschreiber, sein Stück „Boys in Brown“ wurde 1940 aufgeführt und als Verfilmung 1949 in die Kinos gebracht. 
1938 entschloss sich Beckwith für einen Wechsel vor die Kamera und wirkte bis kurz vor Kriegsausbruch 1939 in einigen sehr frühen britischen Fernsehfilmen mit. 1940 gab er sein Kinofilmdebüt, doch der Zweite Weltkrieg unterbrach Beckwiths künstlerische Tätigkeit. In den Jahren 1941 bis 1945 wirkte Beckwith als Kriegskorrespondent. Nach Kriegsende kehrte er vor die Kamera zurück und wurde einer der bestbeschäftigten Nebendarsteller im heimischen Kinofilm, aber auch erneut im Fernsehen. In seinen verbleibenden zwei Lebensjahrzehnten wirkte er mit einer Fülle von Nebenrollen in britischen Unterhaltungsproduktionen mit. Beckwith, ein Schauspieler von kompakter Erscheinung, spielte fortan pingelige und kleinliche bis nervöse Oberschicht-Typen, Staatsvertreter und Honoratioren aller Arten aber auch „kleine Leute“, die er häufig ins Kauzig-Komische verdrehte.

## Filmografie
- 1938: Cornelius (Fernsehfilm)
- 1939: The Cate Revue (Fernsehfilm)
- 1941: Freedom Radio
- 1946: This Man is Mine
- 1947: A World in Your Eye (Fernsehfilm)
- 1948: Der Mann ohne Gewissen (My Brother's Keeper)
- 1948: Scotts letzte Fahrt (Scott of the Antarctic)
- 1949: Miss Pilgrim's Progress
- 1950: Die Atomente (Mister Drake's Duck)
- 1951: Der 13. Gast (Circle of Danger)
- 1951: Gift für den Anderen (Another Man's Poison)
- 1952: Brandy für die Obrigkeit (Brandy for the Parson)
- 1952: Die Schmugglerprinzessin (Penny Princess)
- 1952: Titfield-Expreß (The Titfield Thunderbolt)
- 1953: Die feurige Isabella (Genevieve)
- 1953: Innocents in Paris
- 1953: Sein größter Bluff (The Million Pound Note)
- 1954: Zum Tanzen geboren (Dance, Little Lady)
- 1954: Robin Hood, der rote Rächer (The Men of Sherwood Forest)
- 1954: Die Erbschaft der Tante Clara (Aunt Clara)
- 1955: Spionagenetz Hamburg (Break in the Circle)
- 1955: Die letzte Frist (They Can't Hang Me)
- 1956: Charley Moon
- 1956: A Touch of the Sun
- 1957: Carry On Admiral
- 1957: Es begann, als sie nein sagte (These Dangerous Years)
- 1957: Lucky Jim
- 1957: Der Fluch des Dämonen (Night of the Demon)
- 1958: Immer Ärger mit der Navy (Up the Creek)
- 1958: Herzlich willkommen im Kittchen (Law and Disorder)
- 1958: Des Pudels Kern (The Horse's Mouth)
- 1958: Eine Insel steht Kopf (Rockets Galore!)
- 1958: Der Luxus-Käpt‘n (The Captain's Table)
- 1959: Die 39 Stufen (The 39 Steps)
- 1959: Treppauf – treppab (Upstairs and Downstairs)
- 1959: Expresso Bongo
- 1960: Dreimal Liebe täglich (Doctor in Love)
- 1960: Dynamit und krumme Touren (There Was a Crooked Man)
- 1960: Schöne Witwen sind gefährlich (Five Golden Hours)
- 1961: Der Tag, an dem die Erde Feuer fing (The Day the Earth Caught Fire)
- 1961: Hypno (Night of the Eagle)
- 1962: The Girl on the Boat
- 1962: The Password Is Courage
- 1963: Hotel International (The V.I.P.s)
- 1963: Lancelot, der verwegene Ritter (Lancelot and Guinevere)
- 1963: Doktor in Nöten (Doctor in Distress)
- 1964: Ein Schuß im Dunkeln (A Shot in the Dark)
- 1964: Der gelbe Rolls-Royce (The Yellow Rolls-Royce)
- 1964: Die amourösen Abenteuer der Moll Flanders (The Amorous Adventures of Moll Flanders)
- 1964: Südlich vom Pangani-Fluß (Mister Moses)
- 1964: In den Fängen der schwarzen Spinne (The Secret of My Success)
- 1965: James Bond 007 – Feuerball (Thunderball)
- 1965: Dolche in der Kasbah (Where the Spies Are)